# Karmel Cfoni
Karmel Cfoni (hebrejsky כרמל צפוני‎, doslova Severní Karmel) je čtvrť v jihozápadní části Haify v Izraeli. Nachází se v administrativní oblasti ha-Karmel, v pohoří Karmel.

## Geografie
Leží v nadmořské výšce cca 250 metrů, cca 1,5 kilometru jihozápadně od centra dolního města. Na severozápadě s ní sousedí čtvrť Karmel Carfati, na jihu Karmel Ma'aravi, na východě čtvrť Abbás, která se rozkládá poblíž areálu Světového centra Bahá'í. Zaujímá vrcholové partie sídelní terasy. Tu na jihu ohraničuje zalesněné údolí, jimž protéká vádí Nachal Lotem. Na severu spadá k Haifskému zálivu. Hlavní dopravní osou je ulice Sderot ha-Nasi. Populace je židovská.